# Gaidropsarus capensis
Gaidropsarus capensis is een straalvinnige vissensoort uit de familie van de kwabalen (Lotidae). De wetenschappelijke naam van de soort is voor het eerst geldig gepubliceerd in 1858 door Johann Jakob Kaup.